# Крем-сода

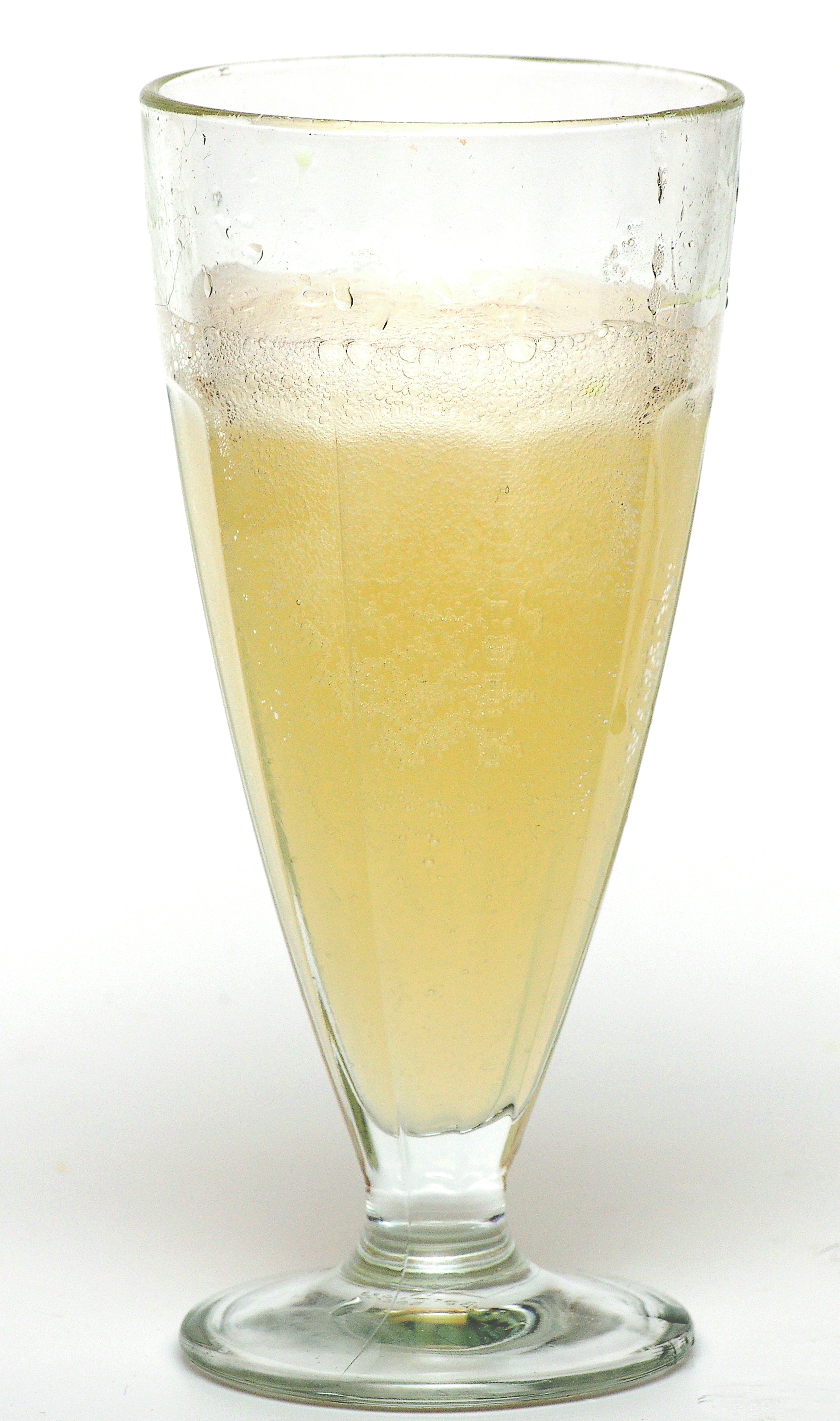
Крем-сода

«Крем-сода» — безалкогольный сильногазированный прохладительный лимонадный напиток светлого розовато-жёлтого цвета.
«Крем-сода» — один из первых (вероятно, следующий после оригинального лимонада) шипучих напитков, которые стали приготавливать на основе содовой (газированной) воды, изобретённой в конце XVIII века, из взбитых белков яиц, отсюда и происходит слово «крем» в названии напитка (так как взбитый белок яиц часто называют именно кремом). В отличие от лимонада, в котором первичным является лимонная основа, а газированная составляющая пришла со временем и исторически не является обязательной, в крем-соде вкусовая составляющая и газированная вода — необходимые и обязательные компоненты.
В СССР, напиток на 1000 л готового продукта содержал 0,7 кг вкусо-ароматической основы, в качестве которой использован ароматизатор «крем-сода», содержащий ванилин и кумарин (кумарин как компонент экстракта зубровки душистой или донника, в классической советской рецептуре), 77 кг сахара, 0,88 кг лимонной кислоты, 0,177 кг бензоата натрия (E211), 4,15 кг диоксида углерода и остальное — вода.